# Hans Pyritz
Hans Werner Pyritz (* 15. September 1905 in Berlin; † 23. März 1958 in Hamburg) war ein deutscher Germanist und Goetheforscher.

## Leben

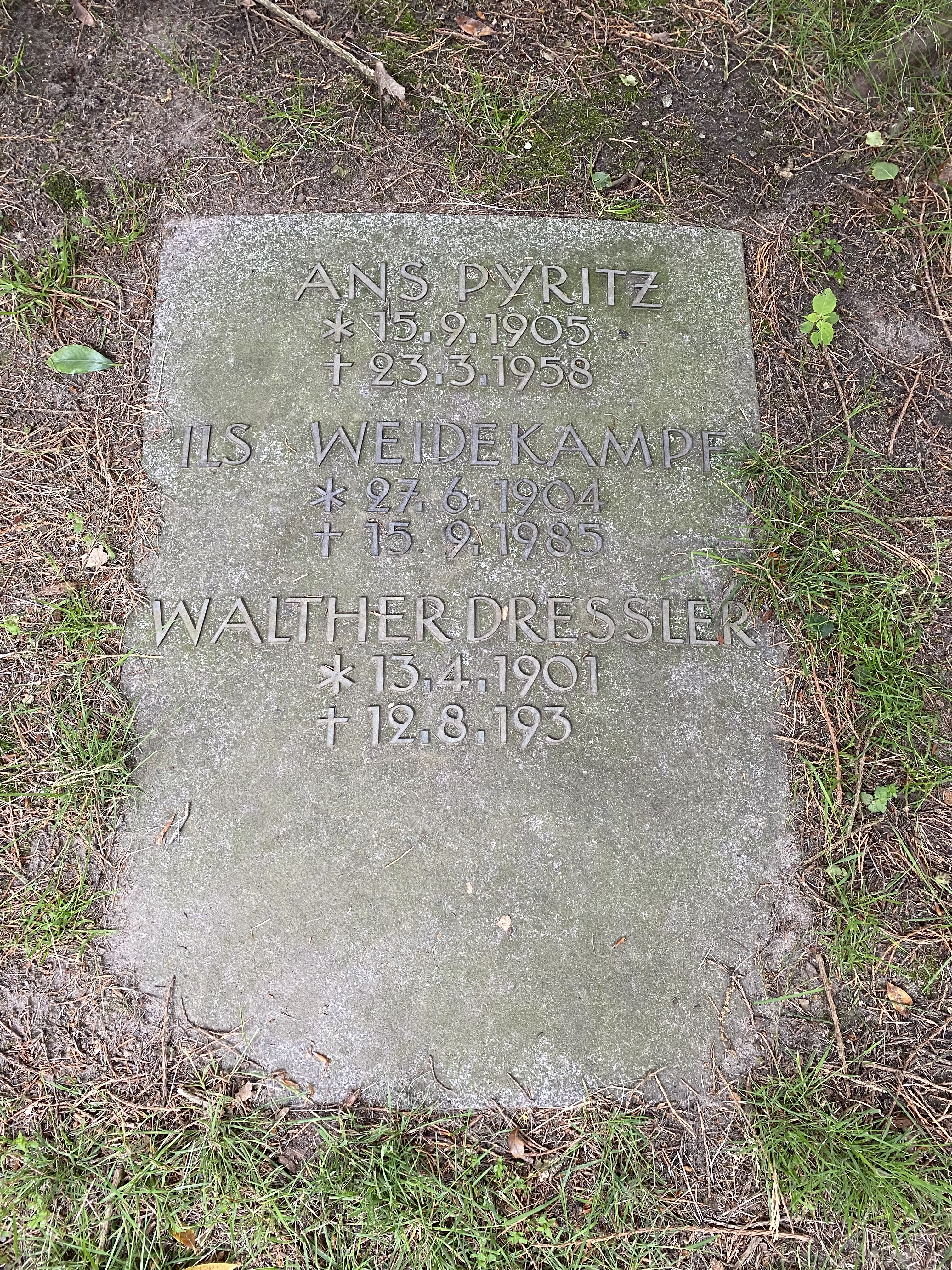
Grabstätte auf dem Friedhof Ohlsdorf

Pyritz besuchte von 1915 bis 1924 das Königstädtische Gymnasium in Berlin und studierte seit 1924 Deutsche Philologie und Mittellatein, Geschichte und Philosophie an der Friedrich-Wilhelms-Universität Berlin, wo er 1930 bei Julius Petersen mit einer Arbeit über Paul Flemings Liebeslyrik promoviert wurde. Schon vor 1933 hatte Pyritz aus seiner demokratiefeindlichen Gesinnung keinen Hehl gemacht und sich wie sein Lehrer Gustav Roethe im Umfeld des „Bundes der Aufrechten“ bewegt. 1933 trat er in die SA ein, wurde 1934 ehrenamtlicher Lektor für das „Amt Schrifttumspflege“ in der Dienststelle von Alfred Rosenberg (Amt Rosenberg) und Mitglied im Nationalsozialistischen Deutschen Dozentenbund. Seine nationalsozialistische Überzeugung war seiner weiteren Karriere ohne Zweifel förderlich. Nach Stationen als Assistent an der Universität Königsberg (1931–1934) sowie an der Preußischen Akademie der Wissenschaften (1935–1941) wurde er 1940 mit einer Arbeit über Goethe und Marianne von Willemer habilitiert. In der Probevorlesung zum Thema Goethes Volksbewußtsein nutzte er die Gelegenheit zur Profilierung im Umgang mit dem Volksbegriff der nationalsozialistischen Ideologie. Am  19. Mai 1941 beantragte er die Aufnahme in die NSDAP und wurde zum 1. Juli desselben Jahres aufgenommen (Mitgliedsnummer 8.902.079). 1941 vertrat er einen Lehrstuhl in Königsberg und wurde 1942 Nachfolger Julius Petersens als Ordinarius an der Berliner Universität. Im Dezember 1945 wegen seiner Nähe zum NS-Regime von der sowjetischen Militärregierung entlassen, wurde Pyritz 1947 zunächst vertretungsweise und 1950 endgültig auf den Lehrstuhl für Deutsche Literaturwissenschaft an der Universität Hamburg berufen. Seit 1948 leitete er zudem die Hamburger Arbeitsstelle des Goethe-Wörterbuches. 
Pyritz gehörte zu den einflussreichen Literaturwissenschaftlern seiner Zeit und gab zeitweise die Fachzeitschrift Euphorion heraus. Seine Forschungsschwerpunkte lagen auf dem Gebiet der Goethe- und der Petrarkismusforschung. Der Hochschullehrer Pyritz galt – zumindest nach 1945 – unter vielen seiner Studenten als schwierig; Peter Rühmkorf, der Anfang der 1950er Jahre bei Pyritz studierte, bezeichnete ihn sogar als „böse(n) Studentenschinder“.
Hans Pyritz verstarb 52-jährig in Hamburg und wurde auf dem Friedhof Ohlsdorf beigesetzt. Die Grabstätte liegt im Planquadrat R 11 südöstlich von Kapelle 1.